# Irene Moreira
Irene Renée Moreira Fernández (Montevideo, 11 de agosto de 1964) es una abogada y política uruguaya, perteneciente a Cabildo Abierto. Actualmente se desempeña como Senadora de la República. Se ha desempeñado como Ministra de Vivienda y Ordenamiento Territorial desde el 9 de julio de 2020 hasta el 5 de mayo de 2023, desde donde fue cesada,  y como Ministra de Vivienda, Ordenamiento Territorial y Medio Ambiente desde el 1° de marzo de 2020 hasta el 9 de julio de 2020.

## Biografía
Cursó sus estudios primarios y secundarios en la Scuola Italiana di Montevideo. Tras graduarse de la educación secundaria cursó tres años de Derecho en la Universidad de la República, que decidió abandonar después del nacimiento de sus hijos. Posteriormente, se graduó en abogacía en la Universidad Católica del Uruguay (UCUDAL).

### Ámbito político
Inició su militancia política en el Partido Nacional, sector Herrerismo. Fue convencional nacional desde el año 1984 y edila por el Departamento de Artigas. Entre 2015 y 2020 integró la comisión de género de la legislatura departamental.
En las elecciones presidenciales de 2014 acompañó a Luis Lacalle Pou en la Lista 404, como candidata a la Cámara de Representantes, sin resulta electa. En abril de 2019, poco después de la fundación del partido Cabildo Abierto, Moreira decide cambiar su filiación política para acompañar la candidatura presidencial de su esposo.
En las elecciones parlamentarias de 2019 resultó electa electa senadora para la XLIX Legislatura.
Su nombre se estuvo mencionando como posible ministra en el gabinete del presidente electo Luis Lacalle Pou. Finalmente, el 16 de diciembre, Moreira es nombrada cabeza la cartera de Vivienda. Sin embargo, el 15 de febrero de 2020, asumió su banca en el Senado a esperas de su toma de posesión. Su banca fue asumida por su primer suplente, Raúl Lozano.

### Controversias
A inicios de mayo de 2023, luego de que tomara estado público que esta solicitara la entregara de una vivienda en régimen de alquiler con opción a compra a una mujer quien se identificara como militante de Cabildo Abierto sin hacerla partícipe del sorteo previo de dicho cupo, el presidente Lacalle Pou le solicitó a Moreira que renunciase a su cartera. Esto fue cuestionado públicamente por la ministra y el líder del partido Cabildo Abierto, el senador Manini Ríos. Posteriormente, en una conferencia de prensa en la cual criticó al gobierno del que formaba parte, expuso los éxitos de su gestión y, a su entender, el marco legal habilitante mediante el cual solicitó el otorgamiento de dicha vivienda. Entre sus justificaciones estuvo el hecho de que la mujer debía pagar su vivienda durante 30 años.
Finalmente, Moreira renuncia al Ministerio y retorna a su banca en el Senado, mientras que su suplente Raúl Lozano asume como Ministro de Vivienda el 9 de mayo de 2023.

## Vida personal
Hija de Roque Moreira, coronel retirado del Ejército Nacional, conoció a Guido Manini Ríos en una boda, cuando él tenía 21 años y ella 15. Tres años después se casaron en la Iglesia del Seminario. El matrimonio tiene dos hijos: Micaela y Bruno Manini Rios.